# Cuerpo y corazón
«Cuerpo y corazón» es el título de una canción del grupo español de música pop, Mecano y viene a ser el tercer sencillo que se extrae para la promoción en la radio correspondiente al álbum Ana, José, Nacho. La autoría del tema está a cargo de I. Cano y viene a ser uno de los temas más "comerciales" si se quiere, de todo el álbum, en el sentido que tiene agradables armonías vocales tanto en voz principal como en las segundas voces y la música también resulta pegajosa, a pesar de lo triste en sí de la letra de la canción.

## Estructura y tema de la canción
El tema trata muy grosso modo de la prostitución como medio de vida y del enganche a ese obtener dinero fácil que puede resultar muy atractivo en un principio; pero que al pasar de los años, como regla nos pasa factura; al mismo tiempo también habla de manera solapada lo del consumo de drogas como medio de evasión a una realidad que castiga y en última instancia, y como producto de todas las anteriores, la falta de autoestima que a menudo llegan a sentir las trabajadoras del sexo.
La letra de la canción es algo pesimista y nos narra específicamente la historia de una prostituta haciendo su propia retrospectiva: De cuando era joven y pensaba que todo lo podía, sin cargar quizá con el peso de las consecuencias de sus actos de vida, o peor aún, el mal sabor de boca que deja una conciencia arrepentida. Y es que en esa etapa el probar cosas nuevas era casi como una aventura abierta a los sentidos, el descubrir que el sexo era una forma de obtener placer, casi como un juego y luego más tarde, el tomar conciencia que el placer se convierte en un medio lucrativo, una forma para obtener dinero; pero justo ahí está la trampa. Y es que en este proceso de ir probando y descubriendo cosas, es muy fácil llegar a perder la perspectiva y no darse cuenta del momento justo en que se cruza la delgada línea que separa al placer del vicio. Y cuando percibe que pasan los años, el personaje de la historia se ve envuelto en una espiral sin salida, el no creerse capaz de dedicarse a otra cosa o el llegar a pensar que no se puede salir de esto (la prostitución). Al final, solo queda ella con el cuerpo gastado por los mismos excesos y rumiando en su cabeza la misma idea evasiva, lo de "Yo ya no sé si hoy me quiero algo" o lo que sería lo mismo decir ese sentimiento de tener la autoestima perdida. Es una letra un tanto desoladora; pero Mecano halla la forma de presentarla atractiva al que escucha, tanto que la melodía puede llegar a ser en algún momento algo pegajosa.
La canción está producida en ritmo de medio-tiempo sin muchos cambios drásticos en el tempo a lo largo del tema. La voz de Ana suena más bien relajada a medida que se desarrolla la vocalización, casi no se hace uso de los altos registros vocales. Utilización de voces de apoyo en algunos segmentos de la letra; pero no como palabras propiamente dichas, sino más bien como sonidos de ambientación. El tema en sí no pretende impresionar con sonoridades fuertes o llamativas, más bien a lo largo del tema, la música es bastante discreta, las sonoridades dominantes son la de los teclados y algunas guitarras. Se siente poca percusión electrónica, ¡si las hay!; pero no es tan preponderante, ya que el foco de atención en el que se hace énfasis es precisamente en la voz "apocada" de Ana Torroja.
La canción va alternando 1 estrofa de verso con 1 estrofa de estribillo, y hay que señalar que hay 2 estrofas de estribillos diferentes que están separadas por las de versos, es decir, no aparecen los dos estribillos uno detrás del otro.
La canción comienza con intro de percusión en panderetas y en paralelo y al unísono vocalización de Ana Torroja al minuto 0:01, a parir de este momento se desarrolla 1 párrafo de verso, bien definidos en su estructura, claramente identificable atendiendo a la entonación de la cantante con un párrafo de estribillo. El primer estribillo irrumpe al minuto 0:21 con una leve subida en la voz de Ana al cantar la letra y con leve efecto de eco en la voz intercalado luego, con la segunda estrofa de verso ("Ahogando el alma en cada cama / por las esquinas del amor...") y la aparición de estribillo secundario ("Y a la mañana / yo ya no sé / si hoy me quiero algo".).
Break en bocaquiusa para dar empalmar casi que sin pausa con la segunda parte de la canción que se desarrolla con la misma estructura de párrafos que encontramos en la primera parte ya descrita, es decir, 1 estrofa de verso con  el estribillo-1 y otra estrofa de verso con el estribillo-2. 
Puente musical a la altura del minuto 1:57 en teclados y guitarras y ahora tenemos la última estrofa de verso ("'Y yo maldigo a aquel primero / a la madre que me parió...") con la línea de texto 2 y 3 del estribillo-2. Breve break a modo de puente musical en teclados simulando violines junto con bocaquiusas; luego Ana cierra la vocalización de la lírica cantando por completo el estribillo-2 y la canción termina con un breve sonido de teclados que se desvanece rápidamente al acabar de cantar la letra.

## Portada del sencillo
La portada de este sencillo es más bien sencilla, toda la fotoportada es un zum que se le hace a una fotografía del rostro de Nacho Cano en donde la parte inferior de la carátula corresponde a la nariz de Nacho y la parte superior al cabello el cual está pintado en un tono platinado. Nacho lleva puesto unas gafas parecidas a las lentillas de nadador y en cada cristal de los lentes se puede apreciar a José María en el cristal derecho y a Ana en el izquierdo. En la parte superior de la portada ponen la palabra "MECANO" escrita toda en letras mayúsculas abarcando toda la longitud de la carátula y justo debajo de esta palabra el título del sencillo ("Cuerpo y corazón") el cual está escrito adrede como si se tratase de una sola palabra en vez de tres y, abarcando del mismo modo, toda la longitud de la fotoportada.

## Lista de canciones.
Maxi sencillo: "Cuerpo y corazón" (sencillo comercial) /sep/1998.

Track #1: "Cuerpo y corazón" (versión álbum) / 3:36.

Track #2: "Cuerpo y corazón" (versión remix) / 4:09.

Track #3: "Cuerpo y corazón" (versión remix instrumental) / 2:37.